# Petrocosmea grandiflora
Petrocosmea grandiflora là một loài thực vật có hoa trong họ Tai voi. Loài này được Hemsl. miêu tả khoa học đầu tiên năm 1895.